# واهاگن تئوسیان
واهاگن گوری تئوسیان (ارمنی: Վահագն Գոռի Թևոսյան؛ زادهٔ ۲۲ مارس ۱۹۷۸) یک روزنامه‌نگار و سیاستمدار اهل ارمنستان است که از تاریخ ۲۰۱۹ تا تاریخ ۲۰۲۱ سمت نمایندگی دوره هفتم مجلس ملی جمهوری ارمنستان را برعهده داشت.

## زندگی‌نامه
در ۲۲ مارس ۱۹۷۸ در ایروان به دنیا آمد و از دانشگاه دولتی ایروان فارغ‌التحصیل شد. 